# Die Abenteuer des Telemach

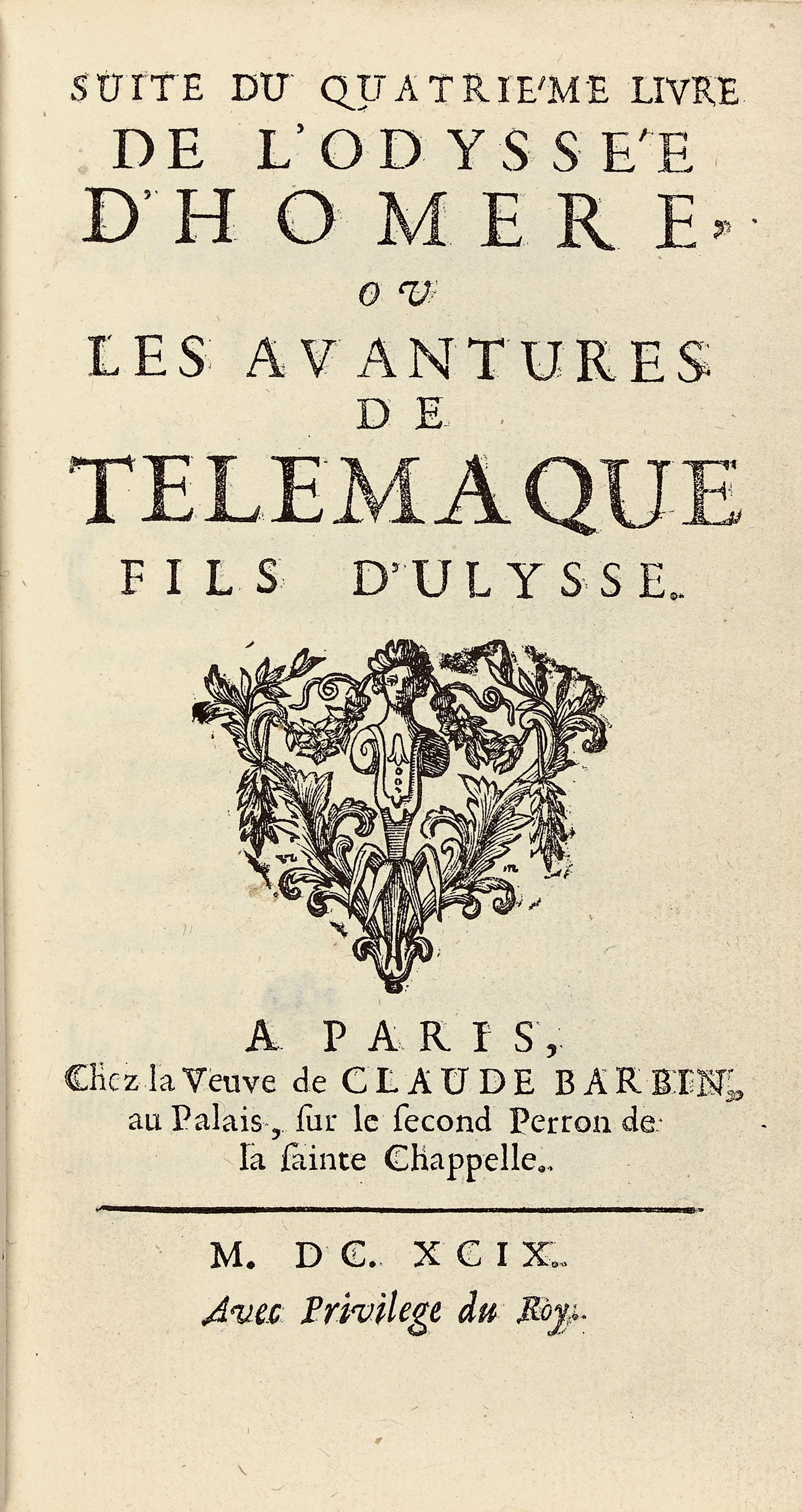
Titelseite der Erstausgabe von Les avantures de Télémaque von François Fénelon (1699)

Les Aventures de Télémaque (deutsch Die Abenteuer des Telemach) ist ein didaktisch–fiktionales Werk von François Salginac de la Mothe Fénelon, das erstmals 1699 veröffentlicht wurde. Es war im Frankreich des 18. und des 19. Jahrhunderts ein vielgelesenes Jugendbuch und gilt als ein wichtiger Bestandteil der beginnenden Aufklärung.

## Inhalt
Der Text versteht sich als Fortsetzung des vierten Gesanges der Odyssee und beschreibt die Erlebnisse des jungen Telemachos, der nach dem Ende des Trojanischen Krieges nach seinem Vater Odysseus sucht. Die Handlung füllt den in der Odyssee nicht beschriebenen Raum zwischen dem Abschied Telemachs von Menelaos und der Heimkehr Telemachs nach Ithaka. Begleitet wird Telemach von Athene in Gestalt des Mentor, die ihm bei seinen Abenteuern zur Seite steht.

### Buch I bis VI
Die Handlung beginnt auf der Insel der Kalypso, wo Telemach nach einem Schiffbruch gelandet ist und der Nymphe seine Geschichte erzählt: Von Ithaka sei er zunächst nach Sizilien gereist, wo der inzwischen alte Aigestos (auch Acestes) regiert. Aigestos ließ die Schiffe der Neuankömmlinge verbrennen und wollte anschließend Telemach zusammen mit Mentor auf dem Grab des Anchises als Menschenopfer darbringen. Mentor konnte jedoch eine Verschiebung des Opfers aushandeln und schaffte es in dieser Zeit, einen Angriff der feindlichen Himerier abzuwehren. Der dankbare Aigestos überhäufte die siegreichen Helden mit Geschenken und erlaubte ihnen die Weiterreise mit einem phönizischen Handelsschiff. Dieses wurde jedoch von Ägyptern gekapert und Telemach musste als Gefangener unter dem Pharao Sesostris den Dienst eines Hirten versehen. Das ägyptische Reich wird ausführlich beschrieben, wobei die Liebe des Sesostris zu seinem Volk eine entscheidende Rolle spielt. Eine weitere Besonderheit ist das ausgeklügelte Wasserversorgungssystem – ein Motiv, das als zentrales Merkmal einer Utopie gilt. Gleichzeitig erzählt Telemach auch von den Schwächen des Pharaos, der sich von schlechten Ratgebern beeinflussen lässt und gegenüber besiegten Völkern einen unangemessenen Hochmut an den Tag legt. Diese Eigenschaften führten zu einer politischen Instabilität, die letztlich von den Phöniziern ausgenutzt wurde. Sie töteten Sesostris, befreiten Telemach und setzten einen neuen Pharao ein.
Von Ägypten reiste Telemach in Begleitung des Narbal weiter nach Tyros, wo er dem Tyrannen Pygmalion begegnet und mithilfe einer List der Hinrichtung entfliehen konnte. Bereits auf dem Weg nach Zypern hatte er jedoch einen Traum, in dem er von Athene gegen die sittlichen Anfechtungen durch Aphrodite und Eros beschützt wird. Auf Zypern angekommen, konnte Telemach der Versuchung widerstehen und wurde schließlich von dem Syrer Nazael gerettet, der ihn und Mentor auf einem Schiff nach Kreta mitnahm. Dort erlebte Telemach ein „klassisches Land der Regierungskunst“, das jedoch ohne König ist, da Idomeneus, der seinen Sohn wegen eines Gelübdes geopfert hatte, für diese Tat von seinem Volk verbannt worden war. Telemach beteiligte sich am Wettbewerb um die Nachfolge und gewann, verzichtete dann aber auf den Thron. Diesen erhielt letztlich der Kreter Aristodemos, der sich vorbehält, nach zwei Jahren abzudanken, wenn es ihm nicht gelingen sollte, die Kreter zu besseren Menschen zu machen. Nach seinem Aufenthalt auf Kreta wollte Telemach auf direktem Weg nach Ithaka heimkehren, erlitt aber Schiffbruch und landete auf der Insel der Kalypso.

### Buch VII bis XII
Kalypso, tief beeindruckt von den Erzählungen des Telemach, versucht ihn zu verführen und wird eifersüchtig, als sich Telemach stattdessen für die schöne Nymphe Eucharis interessiert. Auch der herbeigerufene Eros kann an der Situation nichts ändern und Kalypso ist nun bereit, Telemach heimkehren zu lassen, um dessen Liebe zu Eucharis ein Ende zu bereiten. Unterdessen ist Eros damit beschäftigt, Telemachs Heimkehr zu vereiteln und zwingt die Nymphen dazu, das von Mentor gebaute Schiff zu verbrennen. Telemach freut sich, da er so bei Eucharis bleiben kann, doch Mentor erblickt in Küstennähe ein weiteres Schiff. In der Hoffnung, dieses zu erreichen, stürzt Mentor zuerst Telemach und dann sich selbst ins Meer. Es stellt sich heraus, dass das Schiff aus Tyros kommt und dass Adoam, der Kapitän, ein Bruder des Narbal ist. Adoam berichtet vom Tod des Pygmalion und kommt dann auf das Land Bátika zu sprechen, dessen Gesellschaft sich fundamental von allen anderen unterscheidet. Dort ist der Kapitalismus überwunden und es herrscht Gütergemeinschaft. Die Bewohner leben in Freiheit und Frieden, weil es in Bátika keine unnützen Reichtümer und trügerischen Vergnügungen gibt. Auch Kriege sind überwunden und die Gewalt an Menschen wie Tieren wird grundsätzlich in Frage gestellt.
Aufgrund einer List der Aphrodite und des Neptun landet Adoams Schiff jedoch nicht wie versprochen in Ithaka, sondern im Hafen von Salento. Der dortige König Idomeneus nimmt die Fremden gastlich auf und erfährt durch ein Orakel, dass ihm Telemach und Mentor im Krieg gegen die Mandurier helfen werden. Tatsächlich übernehmen Telemach und Mentor erfolgreich die Friedensverhandlungen. Der diplomatische Erfolg führt dazu, dass Mentor den Idomeneus zu weiteren innen- und außenpolitischen Maßnahmen anregt, die alle umgesetzt werden.

### Buch XIII bis XVIII
Mentor berät Idomeneus in politischen Entscheidungen, während Telemach Freundschaft mit Philoktetes schließt, der ihm seine Geschichte erzählt. Der feindliche König von Daunien nutzt einen Streit zwischen Telemach und Phalantos aus, um die Salentiner unerwartet zu überfallen. Telemach kämpft in einer göttlichen Rüstung und ist im Begriff, die Schlacht zu gewinnen, als ein Unwetter hereinbricht und der Kampf beendet wird. Telemach versorgt die Verwundeten und bestattet die Toten. In der Nacht träumt Telemach, dass sein Vater Odysseus verstorben sei, und schleicht sich aus dem Lager, um ihn im Jenseits zu suchen. Im Tartaros wird er zwar nicht fündig, sieht aber an den gequälten Herrschern die Folgen einer ungerechten Regierung. Auch im Elysion kann Telemach seinen Vater nicht finden. Dort erkennt ihn jedoch sein Urgroßvater Arkeisios und versichert ihm, dass Odysseus noch lebe. Außerdem warnt er Telemach davor, sich nur in der Kriegskunst zu bilden. Telemach kehrt ins Lager zurück.

### Buch XIX bis XXIV
Die Schlacht, die durch das Unwetter unterbrochen wurde, wird fortgesetzt und Telemach tötet den König von Daunien. Die besiegten Daunier sind bereit, Frieden zu schließen, und Telemach setzt Polydamas als neuen König von Daunien ein. Mentor drängt Telemach zum Aufbruch, doch Idomeneus findet immer wieder Gründe, die Abreise zu verschieben. Schließlich verlobt sich Telemach mit Antiope, der Tochter des Idomeneus, die er wenig später vor einem Wildschwein rettet. Telemach will nicht nach Ithaka zurück, doch Mentor hat die Abreise bereits organisiert und die beiden segeln Richtung Heimat.
Auf der Reise gibt Mentor seinem Schützling weitere politische Ratschläge, bis sie durch eine Windstille gezwungen werden, an einer Insel anzulegen. Dort befindet sich bereits sein Vater Odysseus, den Telemach nicht erkennt. Zurück am Schiff klagt Telemach über die seltsame Unruhe, die er verspürt, woraufhin ihm Mentor erklärt, dass der Mann auf der Insel Odysseus gewesen sei. Telemachs Geduld wird auf die Probe gestellt, als Mentor die Weiterreise hinauszögert, um der Athene zu opfern. Als Telemach die Probe besteht, nimmt die Göttin ihre wahre Gestalt an und verabschiedet sich von Telemach. Wenig später kommt Telemach wohlbehalten in Ithaka an und findet dort seinen Vater vor.

## Übersetzungen
Les Aventures de Télémaque wurde erstmals von Benjamin Neukirch ins Deutsche übersetzt. Diese Übersetzung ist im Gegensatz zum französischen Original in Alexandrinern verfasst und erschien 1727 unter dem Titel Die Begebenheiten Des Prinzen von Ithaca. 1732 erschien in Stuttgart eine  von Joseph Anton von Ehrenreich mit deutschen Anmerkungen versehene französische Ausgabe. 1749 veröffentlichte Philipp Balthasar Sinold genannt von Schütz eine neue Übersetzung mit dem Titel Die seltsame[n] Begebenheiten des Telemach. Die Übersetzung von Friedrich Fr. Rückert erschien 1878 im Reclam-Verlag und wurde unter den Titeln Die Erlebnisse des Telemach und Die Abenteuer des Telemach mehrfach neu aufgelegt. Den Titel Die Abenteuer des Telemach trägt auch die 1876 erschienene Übersetzung von Theodor Schmidt.